# Sebestyén István (előadóművész)
Sebestyén István (Szekszárd, 1955. június 4.–) magyar ének- és mesemondó előadóművész, bukovinai szülők tizedik gyermeke. Szülei a helyi hagyományőrző egyesület alapító tagjai voltak. Számos versenyen szerepelt, országos első díjat nyert, kiemelt nívódíjas és kétszer nyerte el a Kárpát-medencei Vass Lajos nagydíjat. Az utóbbi években önálló előadóesteken szerepel népmesei és népdalválogatásokkal.

## Lemezei
- A szegény ember bőrpuskája: székely pajzánságok és egyéb cifra történetek – könyv és CD, 2006
- "Serkenj lelkem"-téli ünnepkört mutatja be a Bukovinai székelyekről, CD
- "Tréfás székely fonó" – tréfás mesék, anekdoták, és népdalok, CD
- Hálaadás (könyv és CD) 2017[1]

## Díjai, elismerései
- Vass Lajos.nagydíj
- Népművészet Mestere díj (2014)